# Villar y Velasco
Villar y Velasco – gmina w Hiszpanii, w prowincji Cuenca, w Kastylii-La Mancha, o powierzchni 61,77 km². W 2011 roku gmina liczyła 104 mieszkańców.